# An Adventuress
An Adventuress è un film muto del 1920 diretto e prodotto da Fred J. Balshofer, che aveva come interpreti Julian Eltinge, Frederick Ko Vert, William Clifford, Leo White, Rodolfo Valentino, Virginia Rappe.

## Trama
Il governo di Alpania, una repubblica marinara europea, è minacciato dai monarchici rivoluzionari; tre avventurieri americani, Jack Perry, Dick Sayre e Lyn Brook arrivano nel paese e vengono immediatamente coinvolti nella guerra civile. Perry offende i monarchici che, dopo averlo catturato, lo condannano a essere fucilato. Brooks lo salva bombardando la zona e uccidendo i rapitori dell'amico. Travestito da donna, Perry si infiltra nella cerchia dei monarchici dove come "mademoiselle Fedora" diventa rapidamente una delle beniamine della corte, conquistando anche l'amore di Zana, una donna alpana. Mentre Perry porta la notizia del complotto dei monarchici ai repubblicani, Brook, che indossa pure lui abiti femminili e si fa chiamare "Thelma", porta fuori strada il granduca Nebo. Perry viene ripreso, ma requisisce un aereo nemico per salvare Brook. Dopo un inseguimento automobilistico, Perry sfugge ai rivoluzionari e fugge in America con Zana.

## Produzione

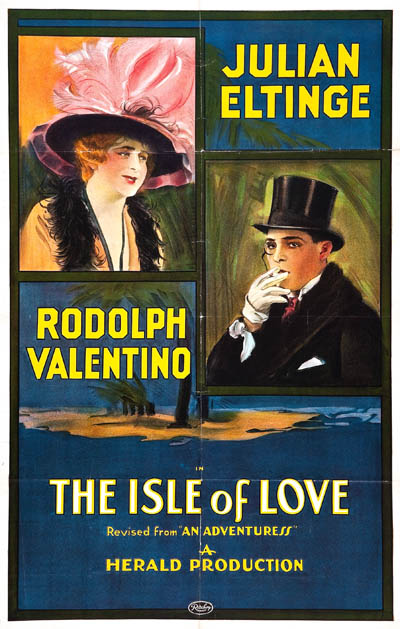
Poster della riedizione del 1922

Balshofer girò il film nel 1918, come un dramma di guerra antitedesco che doveva intitolarsi Over the Rhine ma, a causa dello scarso interesse che il pubblico dimostrò, dopo l'armistizio, per i film di guerra, il regista/produttore rimaneggiò la trama, alleggerendola dei toni drammatici e buttandola in commedia. Quando poi distribuì il film nel 1920, ne cambiò anche il titolo in The Adventuress. Nel 1922, poi, avrebbe ribattezzato il film The Isle of Love. Balshofer scrive nella sua autobiografia che, mentre la guerra volgeva al termine, aveva pianificato due finali differenti a seconda di come si sarebbe potuta concludere la vicenda bellica.

## Distribuzione
Il copyright del film, richiesto dalla Republic Distributing Corp., fu registrato il 10 aprile 1920 con il numero LU15025. Nello stesso giorno, presentato da Fred J. Balshofer, il film uscì nelle sale cinematografiche degli Stati Uniti. Nel 1922, Balshofer, per sfruttare la popolarità che si era conquistato nel frattempo Rodolfo Valentino, uno degli interpreti, fece uscire nuovamente il film, questa volta con il titolo The Isle of Love, facendo passare in secondo piano il nome di Eltinge nei cartelloni

### Conservazione
Copia quasi completa della pellicola (mancante di un rullo) è conservata negli archivi del George Eastman House di Rochester (o, secondo un'altra fonte, dell'UCLA Film and Television Archive).